# 雙打
雙打（体育：doubles；游戏：two-player）是一種比賽或競技的模式，雙打一詞常用於電玩遊戲或競技體育中，意思是允許兩位玩家同時加入遊戲中進行比賽或合作，部份競技體育更發展出多款雙打模式。

## 網球的雙打模式

### 普通雙打
指每邊場有兩名玩家，全場合共四位，使用闊邊界線作賽。

### 混雙
與普通雙打完全相同，唯一分別是每邊的玩家為一男一女。

### 美式雙打
來自英國，一般用於訓練，以一名玩家對兩名玩家的方式作賽，一名玩家的邊場使用單人賽的邊界模式，兩名玩家的一邊則使用雙人賽的場邊界模式。通常以這種方式作賽時，三名玩家會不斷轉換單人或雙人的玩家身份，以確保每位玩家都有單人作賽的機會。